# Хејз (Северна Каролина)
Хејз (енгл. Hays) насељено је место без административног статуса у америчкој савезној држави Северна Каролина.

## Демографија
По попису из 2010. године број становника је 1.851, што је 120 (6,9%) становника више него 2000. године.
| Група             | 2000.         | 2010.         |
| Белци             | 1.695 (97,9%) | 1.767 (95,5%) |
| Афроамериканци    | 9 (0,5%)      | 10 (0,5%)     |
| Азијати           | 4 (0,2%)      | 3 (0,2%)      |
| Хиспаноамериканци | 18 (1,0%)     | 55 (3,0%)     |
| Укупно            | 1.731         | 1.851         |